# Kulturarvscentrum Småland
Kulturarvscentrum Småland är en byggnad i Växjö för ett antal aktörer, som på olika sätt arbetar med arkeologi, museisamlingar och arkiv: "Pinnmon 1", som fastigheten benämns, började användas som museimagasin för Smålands museums samlingar under tidigt 1990-tal, men invigdes 2014 under namnet Kulturarvscentrum Småland. I byggnaden finns sedan dess Kulturparken Småland/Smålands museum, Växjö kommunarkiv, Kronobergsarkivet och Museiarkeologi sydost.
Uppdraget är att bevara, tillgängliggöra och vårda Smålands museums, Sveriges glasmuseums och Kronobergsarkivets samlingar genom förvaring i lämpliga lokaler, professionell hantering och en konserveringsateljé. Det pågår även publik verksamhet delvis bestående av forskarservice och guidade visningar av de öppna magasinen Allt mellan himmel och jord och Öppet glasmagasin, samt konserveringsateljén. Pedagogisk verksamhet i en anpassad verkstad förekommer också.
Efter flytten under tidiga 1990-talet till nuvarande byggnad för Kulturarvcentrum samlades Svenska Emigrantinstitutets föremålssamlingar och Smålands museums (Kronobergs länsmuseum) samlingar på en plats efter att tidigare ha förvarats på olika platser i Växjö. Under 2010-talet uppgick dessa organisationer i Kulturparken Småland och 2014 invigdes Kulturarvcentrum Småland.
Smålands museums samlingar påbörjades under 1790-talet och de första donationerna bestod av mynt, mineraler och en mängd kulturhistoriska föremål. I magasinet Allt mellan himmel och jord visas kuriosa, kulturhistoriska föremål, kyrkoinventarier, textilier, bonadsmålningar med mera. Glasmagasinet innehåller Sveriges största glassamling vilken har utvidgats under 80-års tid. 35 000 föremål kommer från svenska glasbruk och dateras mellan 1580-talet och 2011. Även cirka 1000 föremål från 35 olika länder går att se, dessa från 400-talet innan vår tideräkning till 2000-talet. Även foton från Sveriges glasmuseums bildarkiv på glasbruk och glastillverkningen finns, och innehåller även ett skrift- och klipparkiv.
På Kulturarvscentrum Småland finns Kronobergsarkivet som är Kronobergs läns största arkivinstitution. Arkivverksamheten startade 1984, då som Folkrörelsearkivet Kronoberg. Detta bytte 1993 namn till Kronobergsarkivet. 2010 togs det upp som en del av Kulturparken Småland, men den ideella föreningen finns kvar. I arkivet fick ett stort material som inkluderar 39 000 volymer från cirka 3 900 arkivbildare, 336 fanor, en bildsamling från föreningar och folkrörelser, samt ett kompletterande forskningsbibliotek. Ett av Kronobergsarkivens magasin finns i Lessebo och är Sveriges största företagsarkiv, med cirka 5000 volymer, med handlingar från Lessebo bruksarkiv.